# 40M Turán
Pour l’article homonyme, voir Turan.
Le Turán I est un char de fabrication Magyar, développé à partir du prototype tchécoslovaque T-21, précédemment connu sous le nom de Škoda S-II-c. Après l'invasion de la Tchécoslovaquie par le Troisième Reich, les prototypes furent étudiés par les Allemands avant d’être transférés à la Hongrie pour développement et production.. Il est produit à 424 unités entre 1940 et 1944. 

## Histoire

### 40M Turán I
Vers la fin du mois de mai 1940, l'Allemagne autorise la production sous licence du char T-21 en Hongrie. En juin de la même année, un prototype est envoyé en Hongrie, accompagné d’un équipage et de mécanicien tchécoslovaques, afin d’être testé sur le site d’Hajmáskér. Les ingénieurs hongrois apportent alors deux modifications majeures : le canon d’origine tchèque de 47 mm est remplacé par un canon hongrois de 40 mm L/45, une variante antichar dérivée du canon antiaérien Bofors déjà en service dans l’arsenal magyar. Par ailleurs, la mitrailleuse ZB-37 d’origine est remplacée par une mitrailleuse Gebauer de calibre 8 mm
Le Turán I entre en service le 28 novembre 1941 sous la désignation officielle 40M Turán közepes harckocsi (char moyen Turan 40M). Le premier exemplaire est fabriqué par l’entreprise Manfréd Weiss le 8 juillet 1941. Toutefois, en raison de problèmes liés à la suspension et à la transmission, la production en série est retardée jusqu’au début de l’année 1942.
Sur l’ensemble de la production, 20 exemplaire sont convertis en chars de commandement, désignés Turán I P.K. (parancsnoki – commandement).
Dans le cadre du programme Huba, visant à moderniser l’armée hongroise, le Turán I est produit à entre 235 et 285 exemplaires, selon les sources. La répartition de la production est la suivante :
- 70 exemplaires par Manfréd Weiss,
- 70 par Magyar Waggon- és Gépgyár (MWG),
- 50 par MÁVAG,
- 45 par Ganz.

Fait notable, en raison de la diversité des fabricants impliqués, les pièces produites ne sont pas parfaitement standardisées, ce qui entraîne certaines incompatibilités ou variations mineures entre les véhicules.

### 41M Turán II
Avant même son engagement au front, le blindage et l’armement du premier modèle Turán se révèlent déjà obsolètes face à la majorité des chars soviétiques. En réponse, les Hongrois développent une version améliorée : le 41M Turan II, mis en service en mai 1943. La principale modification réside dans le remplacement du canon de 40 mm L/45 par un canon de 75 mm développé par MÁVAG.
Cependant, malgré cette amélioration apparente, le nouveau canon reste insuffisant contre les blindés soviétiques modernes. Sa faible vitesse initiale ne permet de percer le blindage frontal d’un T-34 qu’à très courte distance. Ce canon de 75 mm, dérivé du canon de 76,6 mm Böhler, ne s’avère donc guère plus efficace que le 40 mm équipant le Turan I.

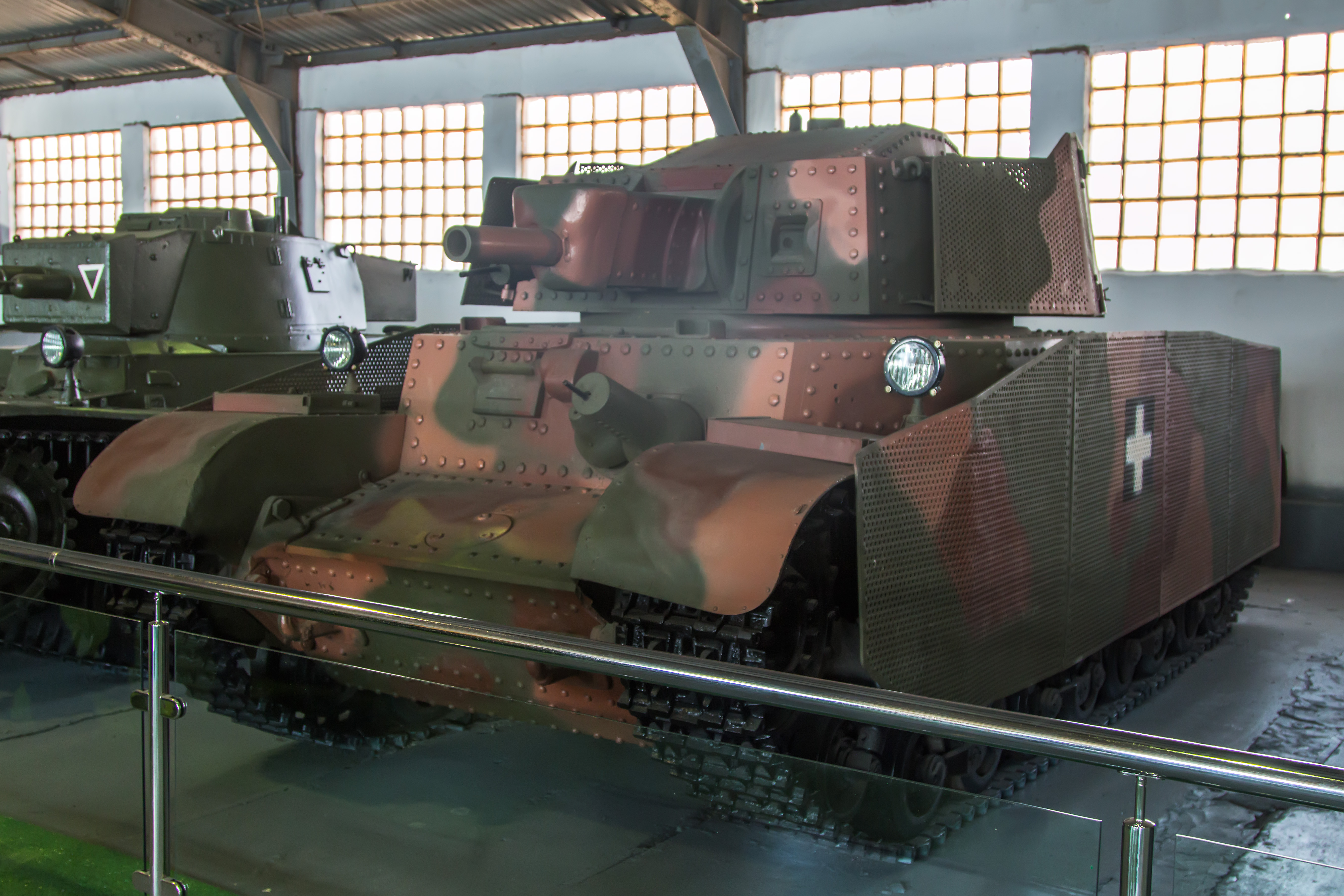
41M Turan II avec son blindage additionnel

Le Turan II est également connu sous plusieurs appellations : Turan 75 rövid ("Turan 75 court"), Nehéz Turan ("Turan lourd") ou encore T-75.
Entre 1943 et 1944, 139 exemplaires du Turan II sont produits, bien que certaines sources avancent un total de 182 à 185 unités, incluant des Turan I convertis en Turan II. Après l’occupation de la Hongrie par le Troisième Reich le 19 mars 1944, la production ralentit considérablement et se limite à la fabrication de pièces de rechange. La production du Turan II est définitivement arrêtée à l’été 1944.

### 43M Turán III

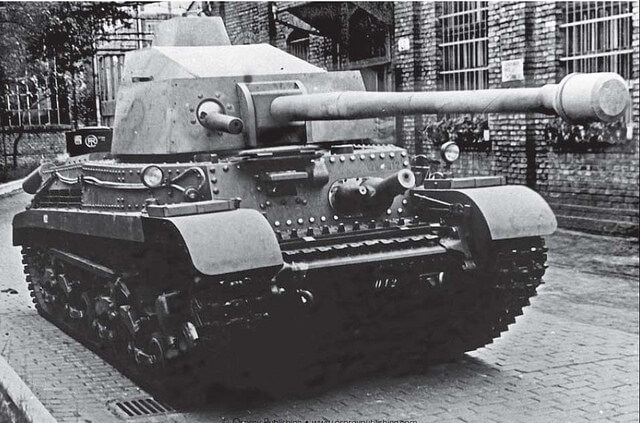
Prototype du Turan III 43M avec une tourelle en bois

Le 43M Turán III constitue la dernière évolution du  Turán. Sa principale caractéristique est l’adoption d’une nouvelle tourelle, modifiée afin de pouvoir accueillir un canon long de 75 mm. Il s’agit d’une copie hongroise du 7,5 cm PaK 40 allemand, rebaptisée 75 mm 43M L/55.
Le blindage est également renforcé : l’épaisseur du blindage frontal passe de 50 mm à 80 mm, tandis que le blindage latéral est porté de 25 mm à 40 mm, afin d’offrir une meilleure protection contre les canons soviétiques de 76,2 mm et 85 mm. Toutefois, malgré ces améliorations, la protection du Turán III reste insuffisante face aux canon soviétiques .
Pour tenter de pallier cette faiblesse, les Hongrois adoptent une solution inspirée de l’armée allemande en ajoutant des jupes blindées (Schürzen) aux Turán I, II et III. Ces plaques additionnelles avaient pour but de réduire l’efficacité des projectiles antichars, notamment des obus à charge creuse.

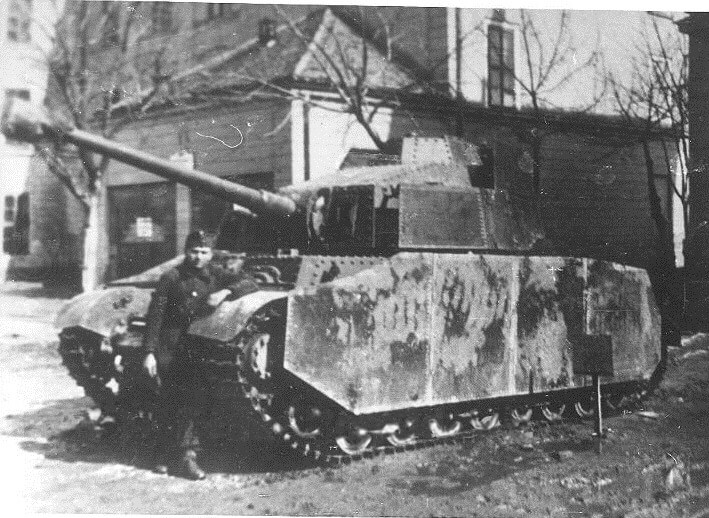
Turan III 43M au printemps 1944 avec son blindage additionnelle

En raison des difficultés techniques liées à l’intégration d’un canon de grande taille dans une tourelle initialement non conçue pour, un seul prototype du 43M Turán III sera finalement produit, en 1944.